# 10093 Diesel
För andra betydelser, se Diesel (olika betydelser).
10093 Diesel eller 1990 WX1 är en asteroid i huvudbältet som upptäcktes den 18 november 1990 av den belgiske astronomen Eric W. Elst vid La Silla-observatoriet. Den är uppkallad efter den tysk ingenjören och uppfinnaren Rudolf Diesel.
Den tillhör asteroidgruppen Vesta.